# Rhynchostegium muriculatum
Rhynchostegium muriculatum är en bladmossart som beskrevs av Heinrich Wilhelm Reichardt 1870. Rhynchostegium muriculatum ingår i släktet näbbmossor, och familjen Brachytheciaceae. Inga underarter finns listade i Catalogue of Life.